# Heather Morris
Heather Elizabeth Morris  (Los Angeles County, California, 1 de fevereiro de 1987) é uma dançarina, atriz, cantora e dubladora americana mais conhecida por seu papel como Brittany na série de comédia musical Glee. Ganhou prestígio ao interpretar músicas da Britney Spears em um dos episódios da série, fazendo cover do single "Me Against the Music" e "I'm a Slave 4 U". Heather também dançou e cantou a música "Run the World (Girls)" da Beyoncé. Nas temporadas seguintes, Morris ganhou grande destaque na série, sendo considerada uma das personagens favoritas. Casou-se a 17 de maio de 2015  com Taylor Hubbel

## Biografia
Heather cresceu no Arizona e se mudou para Los Angeles após um ano de faculdade para iniciar sua carreira de dança. Ela viajou o mundo com Beyoncé, como dançarina e, depois disso, decidiu tentar ser atriz. Ela começou a ter aulas de atuação, enquanto fazia seu trabalhos dançando, entre eles performances de Single Ladies de Beyoncé, em programas como Saturday Night Live, Today e o American Music Awards. Ela também foi uma das dançarinas da Tina Turner na 50ª Premiação do Grammy Awards.
Beyoncé pediu para Heather continuar participando de sua turnê, mas ela recusou, pois ainda estava determinada a se tornar uma atriz em tempo integral. A mudança deu certo: Heather foi contratada para ensinar a coreografia de Single Ladies para o elenco de Glee. Os produtores gostaram tanto dela que a contrataram para se tornar a líder de torcida, Brittany Pierce.
Ela começou a dançar quando tinha 9 anos de idade, tendo competido desde cedo em uma variedade de estilos, incluindo jazz, sapateado e sapateado contemporâneo. Heather tem ascendência escocesa pelo lado do seu pai, que morreu de câncer quando ela tinha 14 anos.
Heather também participou do seriado So You Think You Can Dance, no qual foi eliminada.
Morris co-escreveu e apareceu num video em Janeiro de 2011 para Funny or Die, "Nuthin' But A Glee Thang," uma sátira do Dr. Dre/Snoop Dogg collaboration "Nuthin' but a 'G' Thang". Escreveu junto com as atrizes Ashley Lendzion and Riki Lindhome, o video contem colaborações de Sofia Vergara de Modern Family e seus companheiros de elenco Matthew Morrison, Cory Monteith, Harry Shum, Jr., e Naya Rivera.
Heather teve seu primeiro filho no dia 28 de Setembro de 2013. O bebê se chama Elijah. 
Em 11 de Fevereiro de 2016, Heather teve seu segundo filho Owen Barlett Hubbell.

## Filmografia
| Video Clipes | Video Clipes         | Video Clipes                                                     | Video Clipes |
| Ano          | Artista              | Música                                                           | Notas        |
| ------------ | -------------------- | ---------------------------------------------------------------- | ------------ |
| 2008         | An-Ya                | Nightlife                                                        | Dançarina    |
| 2008         | The White Tie Affair | Allow Me To Introduce Myself...Mr. Right/Candle (Sick And Tired) |              |
| 2008         | Hit the Lights       | Drop the Girl                                                    |              |
| 2011         | Leo Moctezuma        | 2 Da Left                                                        |              |

| Filmes | Filmes                     | Filmes          | Filmes                      |
| Ano    | Nome                       | Papel           | Nota                        |
| ------ | -------------------------- | --------------- | --------------------------- |
| 2008   | Bedtime Stories            | Dançarina       | Não creditada               |
| 2009   | Fired Up!                  | Fiona           | Não creditada               |
| 2011   | Glee: The 3D Concert Movie | Brittany Pierce |                             |
| 2011   | Andy Made a Friend         | Kate            | Curta                       |
| 2011   | Sense of Humor             | Laura           | Curta                       |
| 2012   | Ice Age: Continental Drift | Katie           | Voz                         |
| 2013   | Spring Breakers            | Bess            | Completo                    |
| 2015   | Horrible Parents           | Meg             | Curta                       |
| 2015   | Romantically Speaking      | Ariel Cookson   | Protagonista; Filme para TV |
| 2015   | Most Likely to Die         | Gaby            | Protagonista                |
| 2016   | FolkyHero & FunnyGuy       | Nicole          | Papel principal             |
| 2016   | The Cleansing Hour         | Heather         | Curta                       |
| 2016   | Psycho Wedding Crasher     | Jenna Kravitz   | Protagonista, Filme para TV |

| Televisão   | Televisão                | Televisão                    | Televisão                                                      |
| Ano         | Nome                     | Papel                        | Nota                                                           |
| ----------- | ------------------------ | ---------------------------- | -------------------------------------------------------------- |
| 2007        | The Beyoncé Experience   | Dançarina                    | DVD: The Beyoncé Experience Live                               |
| 2008        | Swingtown                | Dançarina                    | Episódio: "Get Down Tonight"                                   |
| 2008        | Eli Stone                | Dançarina                    | Episódios: "The Path" e "The Humanitarian"                     |
| 2009 - 2015 | Glee                     | Brittany Pierce              | Elenco Principal                                               |
| 2010        | How I Met Your Mother    | Dançarina                    | Episódio: "Girls Versus Suits"                                 |
| 2012        | Punk'd                   | Ela Mesma                    | Episódio: "Heather Morris"                                     |
| 2015        | Whose Line Is It Anyways | Ela mesma                    | Episódio: "Heather Morris"                                     |
| 2015        | Comedy Bang! Bang!       | Eliza Hasenback              | Episódio: "Weird Al Yankovic Wears A Different Hawaiian Shirt" |
| 2016        | Go-Go Boy Interrupted    | Katie                        | 3 episódios                                                    |
| 2017        | Dancing with the Stars   | Ela mesma                    | Concorrente na 24° Temporada                                   |
| 2017        | Psycho Wedding Crasher   | Jenna Kravitz                | Protagonista, Filme para TV                                    |
| 2017        | GLOW                     | Membro da classe de aeróbica | Episódio piloto                                                |
| 2018        | Raven's Home             | Senhorita                    | Aparição, Episódio: "Raven's Home: Remix"                      |